# Szekely-Triebwagenzug
Der Szekely-Triebwagenzug waren dieselmechanische Triebwagen der ungarischen Staatsbahnen Magyar Államvasutak (MÁV) für den Schnellzugverkehr auf nichtelektrifizierten Haupt- und Nebenstrecken. Die Fahrzeuge sind durch Umbau aus der ČSD-Baureihe M 251.0 entstanden.

## Geschichte
1941 wurden von Ganz & Co. diese Triebwagen geliefert, die durch Umbau aus der Baureihe M 251.0 entstanden. Von den Spenderfahrzeugen wurde lediglich der Wagenkasten mit dem Rahmen übernommen. Völlig neu aufgebaut wurde hingegen die Antriebsanlage und das Laufwerk.
Die Fahrzeuge erfuhren durch den Umbau eine wesentliche Leistungssteigerung. Sie waren danach für 120 km/h zugelassen und waren ab 1941 auf der Schnellzugverbindung von Budapest nach Sepsiszentgyörgy eingesetzt. Für diese 740 km lange Strecke benötigte der Triebwagenzug (ein Triebwagen, zwei Beiwagen) mit mehreren Zwischenhalten elf Stunden.

## Technische Merkmale
Anstelle der zweimotorigen Ausführung der Spenderfahrzeuge erhielt der Triebwagen eine Antriebsanlage mit einem Dieselmotor von 450 PS Leistung der Bauart Ganz-Jendrassik. Dieser Motor war ein Zwölfzylinder-Viertakt-Motor, dessen Zylinder einen Durchmesser von 170 mm bei einem Hub von 240 mm besaßen.
Die mechanische Kraftübertragung erfolgte über elektropneumatische Steuerung, die zum ersten Mal bei den MÁV angewendet wurde. Motor und Getriebe waren in einem Triebdrehgestell untergebracht. Zwei Achsen waren angetrieben, zur Verminderung der Achslast wurde eine zusätzliche Laufachse in das Drehgestell eingefügt. Dies ist die Anordnung, wie sie später bei den Hargita-Triebwagen bekannt wurde. Das Stufengetriebe war mit dem Wechselgetriebe in einem Gehäuse zusammengebaut. Das Stufengetriebe wirkte automatisch. Der Lokführer musste lediglich den 1. Gang einlegen, die Umschaltung auf die nächsten Gangstufen erfolgte durch die jeweilige Motordrehzahl und Geschwindigkeit selbständig.